# Ole Amund Gjersvik

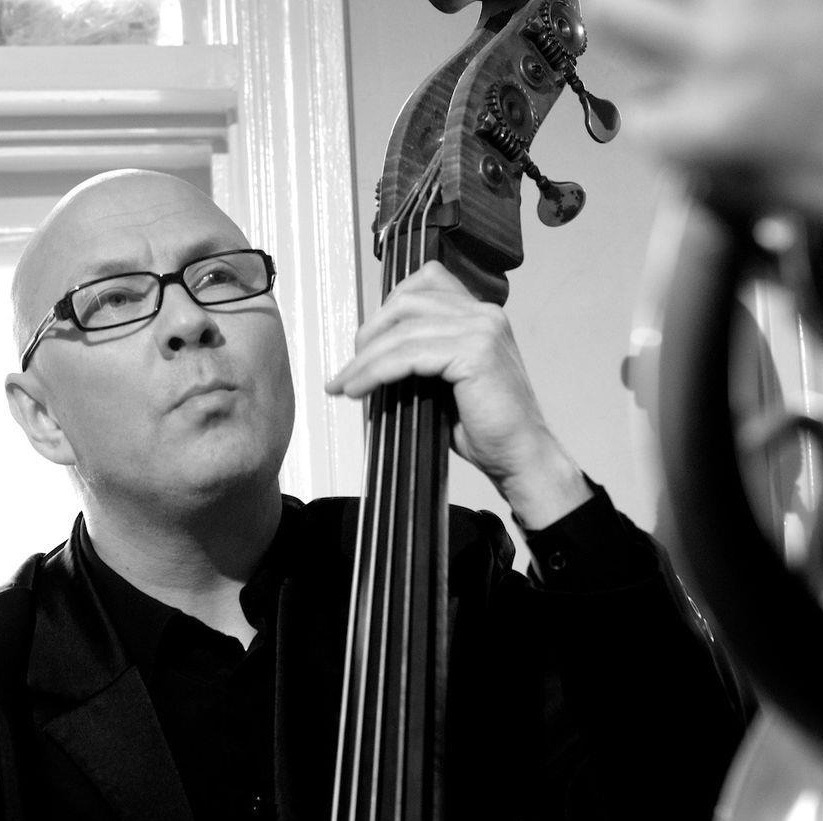
Ole Amund Gjersvik

Ole Amund Gjersvik (* 10. Dezember 1963 in Bergen (Norwegen)) ist ein norwegischer Jazz-Bassist.
Ole Amund Gjersvik studierte bei Bjørn Ianke, Mathias Weber, Knut Erik Sundquist und Kåre Garnes; er hatte außerdem Unterricht bei Marc Johnson, Bjørn Kjellemyr und Terje Venaas. Er graduierte am Musikkonservatorium in Bergen. Bereits seit Anfang der 1980er Jahre arbeitete Gjersvik als freischaffender Musiker, u. a. mit Bob Mintzer (Yellowjackets) und Mick Ronson sowie mit zahlreichen Musikern der norwegischen Jazzszene, wie Dag Arnesen, Ketil Bjørnstad, Olav Dale, Karl Seglem und Kenneth Sivertsen. Außerdem war er als Studiomusiker für zahlreiche norwegische Fernsehshows tätig sowie für Künstler wie Neil Sedaka, Gilbert O’Sullivan, Christer Sjøgren, Sissel Kyrkjebø, Rune Larsen und Tor Endresen.
Ole Amund Gjersvik leitete zwei eigene Formationen, das Ole Amund Gjersvik Quartett mit Jan Kåre Hystad (Saxophone, Klarinette und Flöte), Morten Færestrand (Gitarre) und Stein Inge Brækhus (Schlagzeug) und die Tango-Formation Combo Tango.

## Diskographische Hinweise
- A Voice from the Past (ACR, 1990)
- Appasionata Criminelle (ACR, 1991)
- Around The Fountain (ACR, 1993)
- Milonga Triste (ACR, 1998)
- Combo Tango Plays Music By Ole Amund Gjersvik (Combo Tango) (ACR, 2001)
- Milonga del angel (Combo Tango) (ACR, 2004)
- Circus (ACR, 2006)
- Live In Bergen (ACR, 2011)
- Ole Amund Gjersvik & Tore Thorsen Dialoger (ACR, 2011)
- Ole Amund Gjersvik & Marius Neset Duo Improvisations (ACR, 2011)
- Bass Improvisations (ACR, 2011)
- Ole Amund Gjersvik & Tore Thorsen Bergen (ACR, 2011)
- Latin Collection (2013)